# Mississippi (Schiff, 1917)
Die USS Mississippi (BB-41/AG-128) war ein US-amerikanisches Schlachtschiff der New-Mexico-Klasse und das dritte Schiff in der Geschichte der United States Navy, das zu Ehren des 20. US-Bundesstaates benannt wurde.
Das Schiff wurde am 5. April 1915 durch Newport News Shipbuilding in Newport News, Virginia auf Kiel gelegt und lief am 25. Januar 1917 vom Stapel. Es wurde am 18. Dezember des Jahres unter dem Kommando von Captain Joseph Lee Jayne in Dienst gestellt. Das Schiff wurde 1956 außer Dienst gestellt und zur Abwrackung verkauft.

## Erster Weltkrieg
Nachdem sie vor der Küste Virginias Tauglichkeitsprüfungen durchgeführt hatte, nahm sie am 22. März zu einer Trainingsmission Kurs auf den Golf von Guacanayabo, Kuba. Einen Monat später kam sie zurück an die Ostküste und kreuzte zwischen Boston und New York City, bis sie die Ostküste der Vereinigten Staaten am 31. Januar 1919 zur Teilnahme an einem Manöver in der Karibischen See verließ.

## Zwischen den beiden Weltkriegen
Am 19. Juli verließ das Schiff den Atlantik und wurde nach San Pedro in Kalifornien überstellt. Für die nächsten vier Jahre war die Westküste der Vereinigten Staaten ihr Hauptoperationsgebiet. Zwei der ursprünglich 14 Geschütze vom Kaliber 5"/51 wurden 1922 entfernt.
Bei Geschützfeuerübungen erstickten am 12. Juni 1924 aufgrund einer Explosion im zweiten vorderen Geschützturm 48 Seeleute.
Am 15. April 1925 verließ die USS Mississippi Kalifornien, um an Seemanövern vor Hawaii teilzunehmen und dampfte dann zu einem Freundschaftsbesuch nach Australien. An die Westküste kehrte sie am 26. September zurück und operierte dort für weitere vier Jahre. Während dieser Zeit übte das Schiff während der Wintermonate regelmäßig in der Karibik und im Atlantischen Ozean.
Die Mississippi ging am 30. März 1931 zur Überholung im Norfolk Navy Yard vor Anker und ging im September 1933 erneut auf eine Überprüfungsfahrt. Bei dieser Überholung wurden die ursprünglichen 3-Zoll-Flugabwehrgeschütze durch acht 5-Zoll-Geschütze ersetzt. Am 24. Oktober 1934 durchfuhr sie erneut den Panamakanal und kehrte auf ihre Basis in San Pedro zurück. Die nächsten sieben Jahre operierte das Schlachtschiff an der Westküste, mit Ausnahme der winterlichen Übungen in der Karibik.

## Zweiter Weltkrieg
Im Juni 1941 wurde das Schiff nach Norfolk verlegt, um für Patrouillenfahrten im Atlantik umgerüstet zu werden. Von Norfolk aus gewährte sie einem Konvoi nach Hvalfjörður in Island Geleitschutz. Nach einer zweiten Fahrt nach Island am 28. September 1941 wurde sie für zwei Monate im Seegebiet vor Island zum Schutz von Schiffen eingesetzt.
Zwei Tage nach dem Angriff auf Pearl Harbor verließ die Mississippi Island mit Kurs auf den Pazifischen Ozean. Sie traf am 22. Januar 1942 in San Francisco ein. Die nächsten sieben Monate wurden Ausbildungsübungen durchgeführt und dabei Geleitzüge entlang der kalifornischen Küste gesichert. Vom Mai 1942 an wurden die ursprünglichen 5-Zoll-Geschütze der zweiten Batterie entfernt und durch Flugabwehrkanonen ersetzt.
Nachdem sie vor Hawaii an Gefechtsübungen teilgenommen hatte, nahm sie mit Truppentransportern Kurs auf die Fidschi-Inseln. Am 2. März 1943 kehrte sie nach Pearl Harbor zurück. Am 10. Mai lichtete brach die in Richtung Aleuten auf, um sich an einem Feldzug an der Rückeroberung der Inselkette zu beteiligen. Die Mississippi beschoss Kiska mit Granaten, von wo sich die Japaner einige Tage später zurückzogen. Nach Wartungsarbeiten in San Francisco verließ sie die Basis in San Pedro am 19. Oktober, um an der Invasion auf den Gilbertinseln teilzunehmen. Bei der Bombardierung von Makin ereignete sich am 20. November 1943 eine Explosion in einem Geschützturm, die fast genau so ablief wie der Unfall 1924 und 43 Seeleute tötete.
Am 31. Januar war das Schlachtschiff an der Rückeroberung der Marshallinseln beteiligt und beschoss Kwajalein. Am 20. Februar nahm die USS Mississippi die Stadt Taroa auf den Marshallinseln und tags darauf Wotje unter Beschuss. Am 15. März folgten die Angriffsschläge auf Kavieng, Neuirland. Während des Sommers 1943 verbrachte das Schiff einige Monate zu Umbauten im Puget Sound. Dabei wurde die Zahl der 5-Zoll-Flak von acht auf vierzehn erhöht.
Die Mississippi kehrte dann in das Kriegsgebiet zurück und unterstützte die Landungen in Peleliu auf Palau am 12. September. Eine Woche später fuhr sie nach Manus, wo die bis zum 12 Oktober blieb. Anschließend nahm sie an den Operationen zur Rückeroberung der Philippinen von der japanischen Besatzungsmacht teil und beschoss die Ostküste der Insel Leyte am 19. Oktober. In der Nacht des 24. Oktober unterstützte die Mississippi die von Admiral Jesse B. Oldendorf geführte Offensive gegen eine mächtige japanische Seestreitkraft in der Schlacht im Golf von Leyte. Infolge der schweren Verluste bei dieser Schlacht waren die Japaner nicht mehr in der Lage, ernsthafte Gegenschläge zu führen. Die Mississippi unterstützte die Operationen im Golf von Leyte noch bis zum 16. November und nahm dann Kurs auf die Admiralitätsinseln auf.
Sie lief am 28. Dezember in die Bucht von San Pedro auf der Insel Leyte ein, um sich für die Landung auf Luzon vorzubereiten. Am 6. Januar begann das Schlachtschiff mit der Bombardierung japanischer Einheiten im Golf von Lingayén. Trotz Beschädigungen knapp oberhalb der Wasserlinie durch einen Kamikazeflieger unterstützte die Mississippi die Invasionstruppen noch bis zum 10. Februar. Nach den Reparaturarbeiten in Pearl Harbor nahm sie Kurs auf Nakagusuku Wan auf Okinawa und traf am 6. Mai zur Unterstützung der Landungstruppen dort ein. Mit ihren Geschützen ebnete sie die Verteidigungslinien in Shuri ein, welche die gesamte Offensive zum Stillstand gebracht hatten.
Am 5. Juni wurde das Schiff erneut von einem Kamikazeflieger angegriffen, der mit seinem Flugzeug in die Steuerbordseite prallte. Die Mississippi setzte trotz der Beschädigungen die Unterstützung der US-amerikanischen Truppen vor Okinawa bis zum 16. Juni fort.
Nach der Ankündigung der Kapitulation durch Japan nahm die Mississippi Kurs auf Honshū und traf am 27. August als Teil der Besatzungstruppen in der Bucht von Tokio ein, wo sie der Unterzeichnung der japanischen Kapitulation beiwohnte. Sie lichtete am 6. September 1945 die Anker und nahm Kurs auf die Heimat.
Für die Verdienste im Zweiten Weltkrieg wurde die Mississippi mit insgesamt acht Battle Stars ausgezeichnet.

## Nach dem Zweiten Weltkrieg

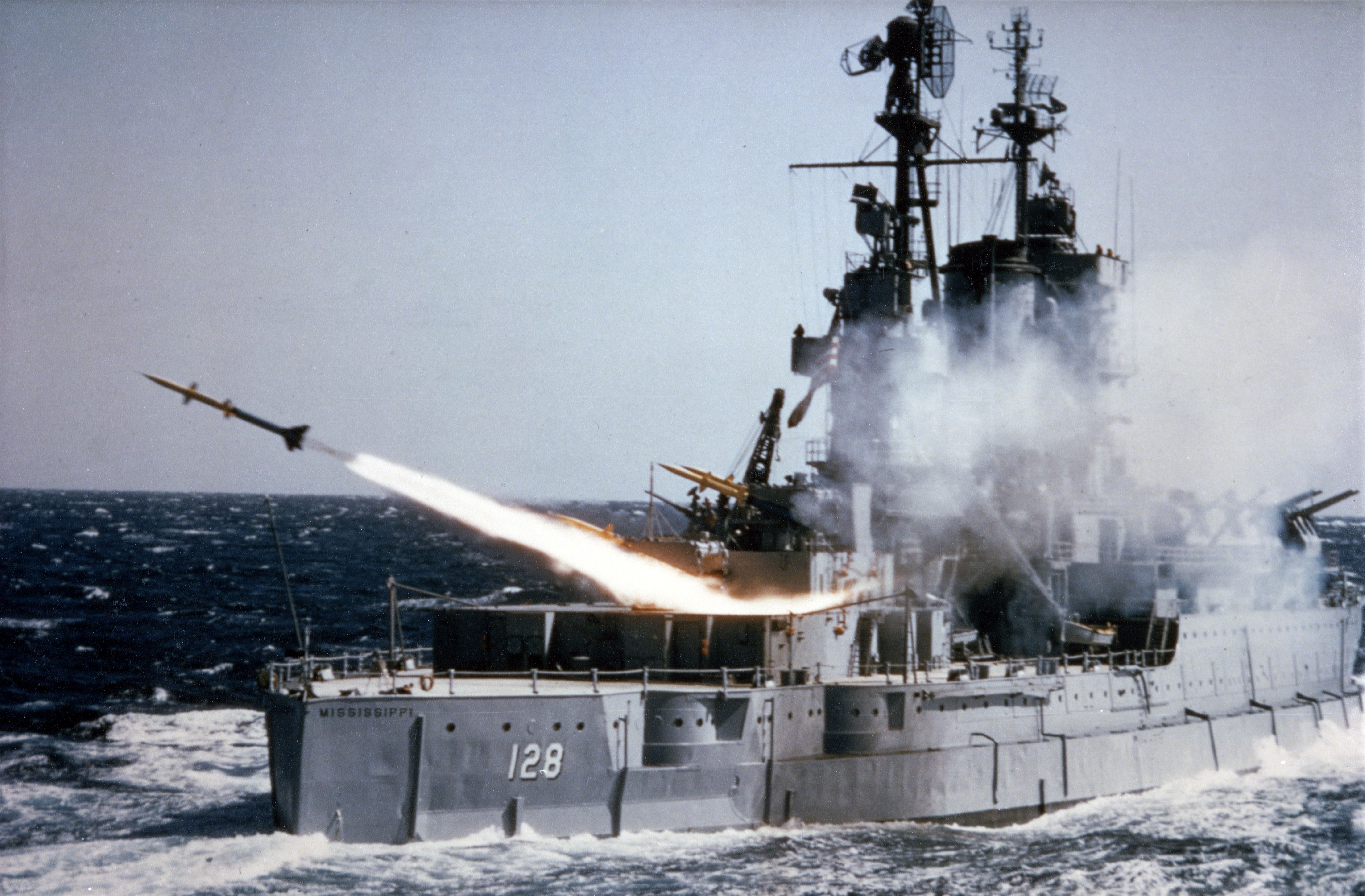
USS Mississippi (AG-128) beim Abfeuern einer Terrier-Rakete

Am 27. November 1945 kehrte das Schiff nach Norfolk zurück, wo es dann umgerüstet wurde. Die letzten zehn Jahre ihres Einsatzes bei der US Navy war die Mississippi ab 15. Februar 1946 als AG-128 Teil der Entwicklungstreitkraft. Dabei führte sie Untersuchungen von Problemen an Geschützen durch und testete neue Waffen. Sie war daran beteiligt, die Navy in das Zeitalter der Lenkwaffenraketen zu heben und feuerte am 28. Januar 1953 erfolgreich vor Cape Cod eine RIM-2 Terrier ab. Das Schiff und seine Besatzung war ebenfalls an den letzten Tests der AQM-41 Petrel im Februar 1956 beteiligt.
Am 17. September 1956 wurde die Mississippi außer Dienst gestellt. Sie wurde am 28. November desselben Jahres aus dem Schiffsregister der Navy gestrichen und zum Abwracken an Bethlehem Steel verkauft.